# Remy de Gourmont
Remy de Gourmont (4. duben 1858 Bazoches-au-Houlme, Francie – 17. září 1915 Paříž) byl francouzský prozaik, básník a kritik.

## Život
Pracoval jako knihovník v Národní knihovně v Paříži (Bibliothèque nationale de France). V roce 1886 se stal příznivcem symbolismu, který potom intenzivně propagoval a obhajoval. Byl jedním z nejvýznamnějších kritiků své doby (publikoval např. v časopisu Mercure de France). Ve svých románech byl ovlivněn Jorisem Karlem Huysmansem a Mauricem Barrèsem. Poslední léta svého života prožil kvůli svému onemocnění v ústraní.
Byl pohřben na pařížském hřbitově Père-Lachaise (odd. 10).

## Spisy

### Básně (výběr)
- Oraisons mauvaises (Zlé modlitby, česky též jako Rouhavý růženec), 1900

### Próza (výběr)
- Sixtine (Sixtina), román, 1890
- Le Fantôme (Fantom), 1893
- Proses moroses (Mrzoutské prózy), povídky, 1894
- Les Chevaux de Diomède (Koně Diomedovi), román, 1897
- Une nuit au Luxembourg (Noc v Lucemburské zahradě), román, 1906
- Un cœur virginal (Panenské srdce), román, 1907

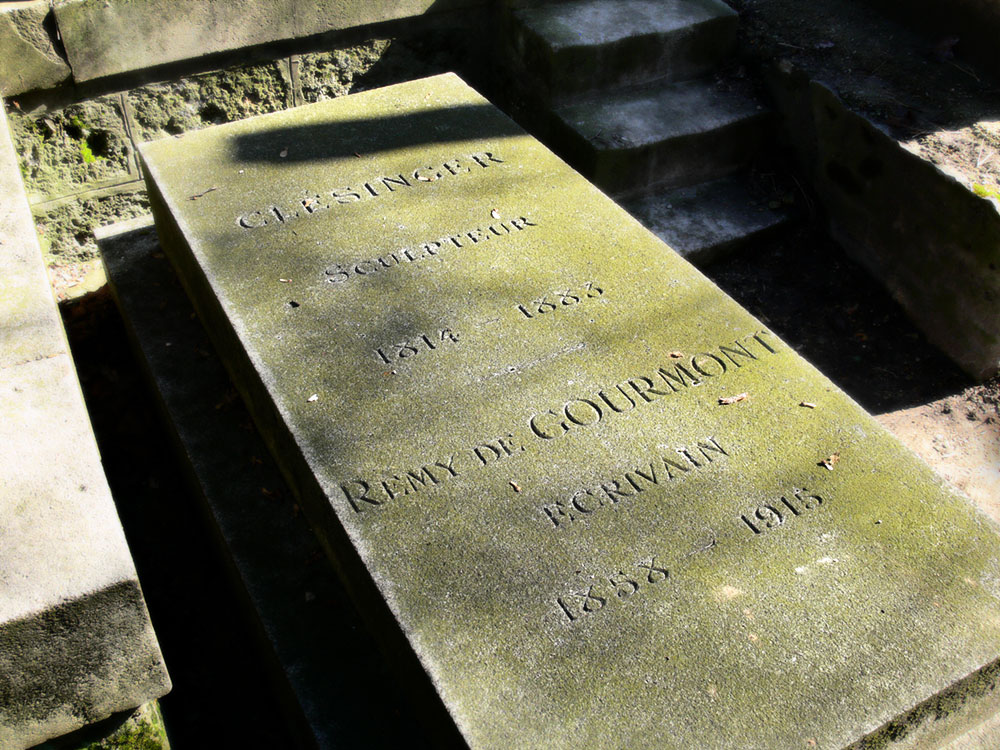
Jeho hrob na hřbitově Père-Lachaise (odd. 10).

- Jeho hrob na hřbitově Père-Lachaise (odd. 10).Lettres à l'Amazone (Dopisy Amazonce), tj. pro Gourmontovu poslední lásku, básnířku amerického původu Natalii Clifford Barney, 1914

### Dramata (výběr)
- Lilith (Lilita), 1892
- Théodat, 1893

### Eseje (výběr)
- Le Latin mystique (Mystická latina), 1892
- Le Livre des masques (Kniha masek), 1896
- Esthétique de la langue française (Estetika francouzského jazyka), 1899
- La Culture des idées (Kultura idejí), 1900
- Le Problème du style (Problém stylu), 1902
- Physique de l'amour (Fyzika lásky), Mercure de France, 1903
- Judith Gautier, životopis básnířky, 1904.
- Promenades littéraires (Literární procházky), 7 dílů, 1904-1927

### České překlady
- Morálka lásky, překlad Jakub Navrátil (=Arnošt Procházka), KDA, svazek 17A, Praha, Kamilla Neumannová, 1906
- Fysika lásky, překlad Kamil Fiala, KDA, svazek 20–21, Praha, Kamilla Neumannová, 1906
- Noc v Lucemburské zahradě, překlad Julius Skružný (=Arnošt Procházka), KDA, svazek 33, Praha, Kamilla Neumannová, 1906
- Fantóm, přeložil Josef Helm, Moderní bibliotéka, Praha, František Adámek, 1909
- Panenské srdce, přeložil Josef Helm, Moderní bibliotéka, Praha, František Adámek, 1912
- Lilita, překlad Zdenka Milanová, KDA, svazek 103, Praha, Kamilla Neumannová, 1913
- Listy Satyrovy, překlad Arnošt Procházka, KDA, svazek 120, Praha, Kamilla Neumannová, 1914
- Koně Diomedovi, překlad Máša Ryšavá, KDA, svazek 134–135, Praha, Kamilla Neumannová, 1917
- Theodat, překlad Arnošt Procházka, Moderní revue, Praha, 1919
- Noc v zahradě Lucemburské, překlad Arnošt Procházka, Moderní revue, Praha, 1919
- Morálka lásky, překlad Arnošt Procházka, KDA, svazek 169, Praha, Kamilla Neumannová, 1919
- Promenády (výbor statí), překlad Jarmil Krecar, Praha, Ludvík Bradáč, 1920
- Panenské srdce, překlad Josef Helm, Praha, Vydavatelství Dobrých autorů, 1920,
- Listy Amazonce, překlad Arnošt Procházka, KDA, svazek 177–178, Praha, Kamilla Neumannová, 1920
- Barvy, překlad Ivan Helm, Praha, Jan Toužimský, 1921
- Bibliofilova duše, překlad Jarmil Krecar, Praha, Arthur Novák, 1927 (správně 1926)
- Rouhavý růženec, překlad Jindřich Hořejší, Praha, Prokop Toman ml., 1928 (bibliofilie)
- Mallarméova "Poslední móda", překlad Jaroslav Zaorálek, Praha, A. Hradilík, 1930 (soukromý tisk)
- Ona má tělo, překlad Vladimír Diviš, Praha, Jaroslav Picka, 1937 (bibliofilie)
- Magické příběhy, překlad Jiří Konůpek, Praha, Jaroslav Picka, 1944 (bibliofilie)